# Tomáš Kubín
Tomáš Kubín (ur. 24 lipca 1962 w m. Jindřichův Hradec) – czeski polityk, menedżer i samorządowiec, poseł do Parlamentu Europejskiego X kadencji.

## Życiorys
Zawodowo związany z sektorem energetycznym, pracował na stanowiskach menedżerskich. Był działaczem Obywatelskiej Partii Demokratycznej. W latach 1998–2006 zasiadał w radzie miejskiej w Czeskich Budziejowicach, od 2002 jednocześnie pełnił funkcję zastępcy burmistrza. Później dołączył do ugrupowania ANO 2011, a w 2022 powrócił w skład rady miejskiej w Czeskich Budziejowicach.
W czerwcu 2024 bez powodzenia kandydował do Europarlamentu. W sierpniu 2024 wszedł jednak w skład PE X kadencji, obejmując mandat, z którego zrezygnował Martin Hlaváček.